# ウォーペイント (バンド)
ウォーペイント（Warpaint）は、ロサンゼルスを拠点とする、実験的なアート・ロック・グループ。メンバーは、ジェニー・リー・リンドバーグ (ボーカル/ベース)、エミリー・コカル (ボーカル/ギター)、テレサ・ワイマン (ボーカル/ギター)、ステラ・モズガワ (ドラム/キーボード)の4人で、全員が女性である。
女優のシャニン・ソサモンはこのグループの最初のドラム担当だったが、女優業が忙しくなり十分に貢献できなくなったとして脱退した。ハリウッドの有名人たちの間では、ウォーペイントを好きだと公言する者も多く、急逝したヒース・レジャー、ビリー・ゼイン、元レッド・ホット・チリ・ペッパーズのジョン・フルシアンテなどもそうした中に入る。フルシアンテは、Manimal Vinylレーベルから出たウォーペイントのインディーズ・デビューEP『Exquisite Corpse』(2009年)のミックスも担当した。「CMJ・ミュージック・マラソン」での演奏の後、インディーズ・レーベルのラフ・トレード・レコードと契約。2010年、トム・ビラー (Tom Biller)のプロデュースで、デビュー・アルバム『ザ・フール』をレコーディングした。
ウォーペイントは、Little Joy、Black Heart Procession、Akron/Familyらとツアーを回っている。

## ディスコグラフィ

### スタジオ・アルバム
- 『ザ・フール』 - The Fool (2010年、Rough Trade)
- 『ウォーペイント』 - Warpaint (2014年、Rough Trade)
- 『ヘッズ・アップ』 - Heads Up (2016年、Rough Trade)
- Radiate Like This (2022年、Virgin)

### EP
- Exquisite Corpse (2008年、Manimal Vinyl)
- Rough Trade Session (2011年、Rough Trade)
- Keep It Healthy / Disco//Very Remixes (2014年、Rough Trade)